# 라우라 파우시니
라우라 파우시니(이탈리아어: Laura Pausini, Commendatore OMRI, 1974년 5월 16일 ~ )는 이탈리아의 싱어송라이터이다.

## 서훈
- 2006년 이탈리아 공화국 공로장 콤멘다토레(Commendatore OMRI)[1]